# Yukigassen
Yukigassen (japanisch 雪合戦 ‚Schneeschlacht‘) ist ein japanischer Mannschaftssport, der auf dem Prinzip einer Schneeballschlacht aufbaut. Yukigassen ist der allgemeine japanische Begriff für Schneeballschlacht. Das Spiel ist weltweit in mehreren Ländern populär, offizielle Weltmeisterschaften werden jährlich auf Hokkaidō ausgetragen. Die Spielweise wird von der BBC als Mischung aus Capture the Flag und Dodgeball beschrieben.

## Regeln

Spielfeld für die WM am Shōwa-shinzan (Stand 2018)

Bei einem Yukigassen-Match stehen zwei Teams mit jeweils sieben Mitspielern auf einem schneebedeckten Spielfeld einander gegenüber. Jede Mannschaft hat 90 Schneebälle zur Verfügung, mit denen Gegenspieler abgeworfen und aus dem Spiel genommen werden können. Ziel ist es, in einem Durchgang von drei Minuten möglichst viele Gegenspieler abzuwerfen oder deren Teamflagge zu erobern. Das Erobern der Flagge bringt genauso wie das Abwerfen aller Gegner 10 Punkte, ansonsten wird für jeden Abwurf 1 Punkt vergeben. Gespielt werden drei Durchgänge, die Punkte am Ende summiert.
Für die Weltmeisterschaften besteht ein offizielles 24-seitiges Regelwerk, das neben den Abmessungen des Spielfelds (36 × 10 m) und dessen Gestaltungselementen Spielablauf und Sicherheit regelt. Zum Schutz tragen die Spieler Helme mit Visier, ein Netz gewährleistet die Sicherheit des Publikums. Wie bei Mannschaftssportarten üblich werden die Einhaltung der Regeln sowie die Spieldauer von mehreren Schiedsrichtern überwacht. Für Fouls werden Rote und Gelbe Karten vergeben. Die Schneebälle werden nicht handgemacht, sondern maschinell hergestellt und müssen einen Durchmesser zwischen 6,5 und 7 cm aufweisen.

## Geschichte und Austragungsorte

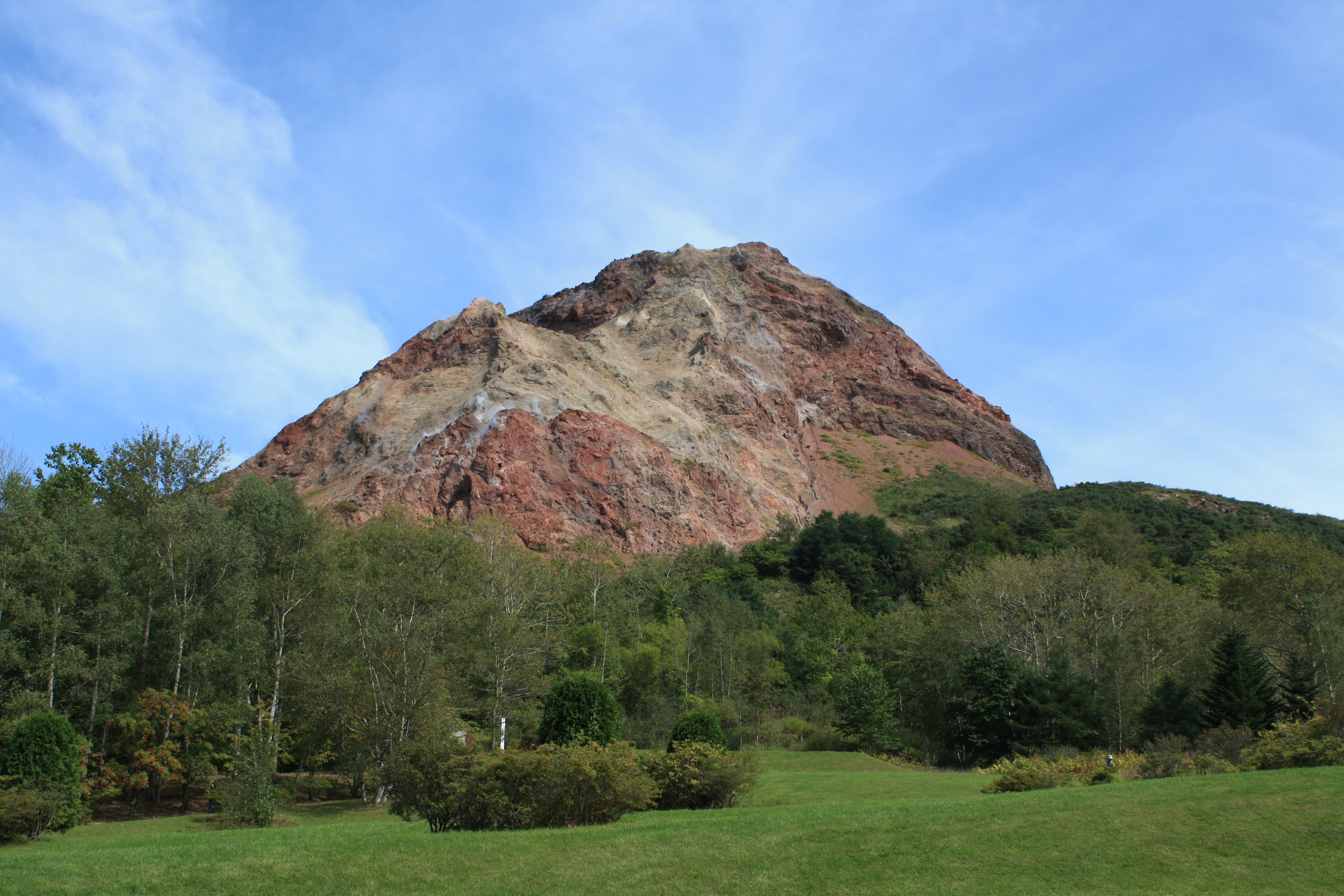
Shōwa-shinzan

Yukigassen wurde 1989 in der Kleinstadt Sōbetsu auf der nördlichsten japanischen Hauptinsel Hokkaidō erfunden, um den lokalen Wintertourismus anzukurbeln. Am Fuß des Berges Shōwa-shinzan, eines 1944 im Zuge eines Vulkanausbruchs entstandenen Kryptodoms, finden seither jährlich Weltmeisterschaften statt. Während beim ersten Turnier noch 70 Teams antraten, waren es 2017 vor geschätzten 26.000 Zuschauern bereits 111. Daneben existieren eigene Wettbewerbe für Frauen und Junioren. Seit 2009 erscheint eine eigene Zeitschrift für Yukigassen. 2011 gab es in Japan bereits über 2000 Teams.
Schon 1992 fand in Schweden erstmals ein Yukigassen-Wettbewerb außerhalb Japans statt. Mittlerweile tragen weltweit mehrere Länder nationale Meisterschaften aus, über die es möglich ist, sich für das zweitägige WM-Turnier am Shōwa-shinzan zu qualifizieren. An Mannschaften aus Ländern ohne eigene Wettkämpfe werden auch Wildcards vergeben. Seit 2013 ist die Sportart in einem Weltverband organisiert. Der International Alliance of sports Yukigassen (IAY) gehören neben Japan Australien, Belgien, Finnland, Kanada, die Niederlande, Norwegen, Russland, Schweden und die USA an.
In China und Thailand werden eigene Turniere veranstaltet. Einige Austragungsorte sind Kemijärvi (Finnland), Jasper (Kanada), Murmansk (Russland), Luleå (Schweden) und Anchorage (USA).